# Discografia di Buddy Holly

## Album in studio
| Anno | Mese     | Album                   | Catalogo                | Catalogo | Catalogo |
| Anno | Mese     | Album                   | US                      | UK       |          |
| ---- | -------- | ----------------------- | ----------------------- | -------- | -------- |
| 1957 | Novembre | The "Chirping" Crickets | Brunswick Records 54038 | LVA 9081 |          |
| 1958 | Marzo    | Buddy Holly             | Coral Records 57210     | LVA 9085 |          |
| 1958 | Aprile   | That'll Be the Day      | Decca 8707              |          |          |

### Compilation
| Anno | Mese      | Album                                           | Catalogo                    | Catalogo                    |
| Anno | Mese      | Album                                           | US                          | UK                          |
| ---- | --------- | ----------------------------------------------- | --------------------------- | --------------------------- |
| 1959 | Marzo     | The Buddy Holly Story                           | Coral 57279/757279 (US #11) | LVA 9105 (UK #2)            |
| 1960 | Marzo     | The Buddy Holly Story, Vol. 2                   | Coral 57326/757326          | LVA 9127 (UK #7)            |
| 1961 | Ottobre   | That'll Be the Day                              |                             | Ace of Hearts AH3 (UK #5)   |
| 1963 | Febbraio  | Reminiscing                                     | Coral 57426/757426 (US #40) | LVA 9212 (UK #2)            |
| 1964 | Maggio    | Showcase                                        | Coral 57450/757450          | LVA 9222 (UK #3)            |
| 1965 | Gennaio   | Holly in the Hills                              | Coral 57463/757463          | LVA 9227 (UK #13)           |
| 1966 | Aprile    | The Best of Buddy Holly                         | Coral CXB-8/CXSB-8          |                             |
| 1967 | Marzo     | Buddy Holly's Greatest Hits                     | Coral 57492/757492          | Ace of Hearts AH148 (UK #9) |
| 1969 | Gennaio   | Giant                                           | Coral 757504                | MCA MUPS 371 (UK #13)       |
| 1970 | Maggio    | Buddy Holly's Greatest Hits, Volume 2           |                             | CP/CPS47                    |
| 1971 | ?         | Good Rockin                                     | Vocalion 73923              |                             |
| 1971 | Settembre | Remember                                        |                             | CPS 71                      |
| 1972 | Agosto    | Buddy Holly: A Rock & Roll Collection           | Decca DXSE-207              |                             |
| 1974 | Ottobre   | Legend                                          |                             | CDMSP 802                   |
| 1975 | Agosto    | Rave On                                         |                             | MFP 50176                   |
| 1975 | Novembre  | The Buddy Story                                 |                             | SM 301-5                    |
| 1975 | Novembre  | The Nashville Sessions                          |                             | CDLM 8038                   |
| 1977 | Novembre  | Western & Bop                                   |                             | CDLM 8055                   |
| 1978 | Maggio    | Buddy Holly & The Crickets 20 Golden Greats     | 3040                        | MCA EMTV 8 (UK #1)          |
| 1979 | Marzo     | The Complete Buddy Holly                        |                             | CDMSP807                    |
| 1982 | Novembre  | The Great Buddy Holly                           | 31037                       |                             |
| 1983 | ?         | For the First Time Anywhere                     | MCA-27059                   |                             |
| 1985 | Ottobre   | From the Original Master Tapes                  | 5540                        | MCLD19186                   |
| 1989 | Febbraio  | 20 Golden Greats: Buddy Holly                   | DMCTV1                      |                             |
| 1989 | Febbraio  | True Love Ways                                  |                             | Telstar STAR 2339 (UK #8)   |
| 1991 | Agosto    | Golden Greats                                   | MCLD19046                   |                             |
| 1993 | Febbraio  | Words of Love                                   |                             | PolyGram TV 5144872 (UK #1) |
| 1993 | Settembre | The Buddy Holly Collection                      | 10883                       | MCA10883.2                  |
| 1994 | Aprile    | That'll Be the Day                              |                             | MCLD19242                   |
| 1994 | Settembre | Greatest Hits                                   |                             |                             |
| 1994 | Ottobre   | Cover to Cover                                  |                             | MCCD177                     |
| 1995 | Maggio    | The Buddy Holly Tapes                           | 7013                        |                             |
| 1999 | Aprile    | 20th Century Masters: The Millennium Collection | 11956                       | AAMCAD11956                 |
| 1999 | Agosto    | The Very Best of Buddy Holly                    |                             | PLATCD518                   |
| 2001 | Febbraio  | Peggy Sue                                       |                             | CD6247                      |
| 2001 | Febbraio  | Love Songs                                      |                             | MCBD19522                   |
| 2001 | Giugno    | Forever 22 with The Picks                       |                             | SMDCD293                    |
| 2001 | Settembre | The Buddy Holly Story                           |                             | 5446702                     |
| 2002 | Gennaio   | The Singles Plus (2CD)                          |                             | BS81262                     |
| 2002 | Marzo     | Only the Love Songs                             | 3555                        |                             |
| 2002 | Settembre | The Best of Buddy Holly                         |                             | MCBD19506                   |
| 2003 | Febbraio  | Reminiscing                                     |                             | 1102992                     |
| 2003 | Giugno    | Singles Collection: Complete Coral Singles      |                             | 1132122                     |
| 2004 | Marzo     | Chirping Crickets: 4 Bonus Tracks               | 159202                      |                             |
| 2004 | Aprile    | Buddy Holly: 3 Bonus Tracks                     | 159202                      |                             |
| 2005 | Ottobre   | Gold                                            | 454302                      | 9881400                     |
| 2005 | Ottobre   | The Ultimate Collection                         |                             | 9831134                     |
| 2006 | Aprile    | Definitive Collection                           | B0004710-02                 | GEFB000471002.2             |
| 2009 | Gennaio   | Down the Line: Rarities                         | B0011675-02                 |                             |
| 2009 | Febbraio  | Memorial Collection                             | B0011337-02                 |                             |

## Singoli
- 1956 - Love Me/Blue Days-Black Nights (Decca, 9-29854)
- 1956 - Modern Don Juan/You Are My One Desire (Decca, 9-30166)
- 1957 - That'll Be The Day/Rock Around With Ollie Vee (Decca, 9-30434)
- 1957 - That'll Be The Day/I'm Lookin' For Someone To Love (Brunswick, 9-55009; pubblicato come The Crickets)
- 1957 - Oh, Boy!/Not Fade Away (Brunswick, 9-55035; pubblicato come The Crickets)
- 1957 - Words of Love/Mailman, Bring Me No More Blues (Coral, 9-61852)
- 1957 - Everyday/Peggy Sue (Coral, 9-61885)
- 1958 - I'm Gonna Love You Too/Listen To Me (Coral, 9-61947; pubblicato come Buddy Holly & The Crickets)
- 1958 - Maybe Baby/Tell Me How (Brunswick, 9-55053; pubblicato come The Crickets)
- 1958 - Think It Over/Fool's Paradise (Brunswick, 9-55072; pubblicato come The Crickets)
- 1958 - It's So Easy/Lonesome Tears (Brunswick, 9-55094; pubblicato come The Crickets)
- 1958 - Early In The Morning/Now We're One (Coral, 9-62006)

| Anno | Titolo                                                 | Artista | Posizione in classifica | Posizione in classifica | Posizione in classifica |
| Anno | Titolo                                                 | Artista | US                      | US R&B                  | UK                      |
| ---- | ------------------------------------------------------ | ------- | ----------------------- | ----------------------- | ----------------------- |
| 1958 | Love Me                                                | BH      | —                       | —                       | —                       |
| 1958 | Rave On                                                | BH      | 37                      | —                       | 5                       |
| 1958 | Think It Over                                          | BH      | 27                      | 9                       | 11                      |
| 1958 | Heartbeat                                              | BH      | 82                      | 4                       | 30                      |
| 1959 | It Doesn't Matter Anymore                              | BH      | 13                      | —                       | 1                       |
| 1959 | Love's Made a Fool of You                              | C       | —                       | —                       | 39                      |
| 1959 | Midnight Shift                                         | BH      | —                       | —                       | 26                      |
| 1959 | Peggy Sue Got Married                                  | BH      | —                       | —                       | 13                      |
| 1960 | True Love Ways                                         | BH      | —                       | —                       | 25                      |
| 1960 | Learnin' the Game                                      | BH      | —                       | —                       | 36                      |
| 1961 | What to Do                                             | BH      | —                       | —                       | 34                      |
| 1961 | You're So Square (Baby I Don't Care) / Valley of Tears | BH      | —                       | —                       | 12                      |
| 1962 | Reminiscing                                            | BH      | 68                      | —                       | 17                      |
| 1963 | Brown-eyed Handsome Man                                | BH      | —                       | —                       | 3                       |
| 1963 | Bo Diddley                                             | BH      | —                       | —                       | 4                       |
| 1963 | Wishing                                                | BH      | —                       | —                       | 10                      |
| 1963 | What to Do (rifacimento)                               | BH      | —                       | —                       | 27                      |
| 1964 | You've Got Love                                        | BH+C    | —                       | —                       | 40                      |
| 1969 | Love Is Strange                                        | BH      | —                       | —                       | —                       |